# ケネベック川
ケネベック川（ケネベックがわ、Kennebec River）は、アメリカ合衆国北東部のメイン州を流れる全長約240km（150マイル ）の川である。

## 流路
メイン州北部ムースヘッド湖（Moosehead Lake）に源を発し南へ向かう。マディソン（Madison）、スカウヒーガン、ウォータービルの各都市と州都オーガスタを流れ、造船業の中心地バスの南方で大西洋に注ぐ。